# Плеханов Олександр Миколайович
Олександр Миколайович Плеханов (1 березня 1932, селище Сисерть, тепер місто Свердловської області, Російська Федерація — 22 липня 2015, селище Саргази Сосновського району Челябінської області, Російська Федерація) — радянський діяч, 1-й секретар Курганського обласного комітету КПРС, голова Курганської обласної ради народних депутатів. Член ЦК КПРС у 1986—1991 роках. Депутат Верховної Ради СРСР 11-го скликання. Народний депутат СРСР у 1989—1991 роках. 

## Життєпис
Народився в родині службовця.
У 1951—1956 роках — студент Свердловського сільськогосподарського інституту, інженер-механік.
У 1956—1958 роках — викладач Єсаульського училища механізації сільського господарства № 15 селища Мирний Красноармійського району Челябінської області.
У 1958—1961 роках — головний інженер радгоспів «Сосновський» і «Лазурний» Красноармійського району Челябінської області.
Член КПРС з 1960 року.
У 1961—1964 роках — директор радгоспу «Вперед» Красноармійського району Челябінської області.
У 1964—1965 роках — секретар партійного комітету Кизильського районного колгоспно-радгоспного виробничого управління Челябінської області.
У 1965—1972 роках — 1-й секретар Кизильського районного комітету КПРС Челябінської області.
У 1972—1975 роках — завідувач сільськогосподарського відділу Челябінського обласного комітету КПРС.
У 1975—1985 роках — секретар Челябінського обласного комітету КПРС з питань сільського господарства.
У березні — червні 1985 року — інспектор ЦК КПРС.
25 червня 1985 — 11 вересня 1990 року — 1-й секретар Курганського обласного комітету КПРС.
Одночасно у квітні  — листопаді 1990 року — голова Курганської обласної ради народних депутатів.
З листопада 1990 року — персональний пенсіонер союзного значення в місті Кургані. У листопаді 1995 року переїхав до міста Челябінська.
Помер 22 липня 2015 року в селищі Саргази Сосновського району Челябінської області.

## Нагороди і звання
- орден Леніна (1967)
- орден Жовтневої Революції (1971)
- медалі